# Верон, Хуан Себастьян
Хуа́н Себастья́н Веро́н (исп. Juan Sebastián Verón, испанское произношение: [ˈxwan seβasˈtjam beˈɾon]; род. 9 марта 1975[…], Ла-Плата) — аргентинский футболист, полузащитник. Известен по выступлениям за сборную Аргентины, «Эстудиантес» из Ла-Платы, ряд европейских клубов. В 2014—2020 годах был президентом «Эстудиантеса».

## Биография

### Клубная карьера
Хуан Себастьян Верон родился в семье известного футболиста Хуана Рамона Верона, который большую часть карьеру провёл в составе «Эстудиантесе». Сын пошёл по стопам отца и оказался в школе данного клуба. Примечательно, что его Верон-старший получил от болельщиков прозвище «Ведьма» (исп. La Bruja), а сам Хуан Себастьян по аналогии получил прозвище «Ведьмочка» (исп. La Brujita). В 1994 году 19-летний Верон дебютировал в составе «крысоловов» и довольно быстро сумел стать лидером команды. Уже в это время молодой аргентинец выделялся тем, что мог играть как в опорной зоне, так и на позиции плеймейкера. Его сильными чертами были сильный поставленный удар и способность отдать точный пас на любое расстояние. В 1996 году он перешёл в один из сильнейших клубов Аргентины «Бока Хуниорс», однако выступал за него лишь полгода, поскольку уже тогда на него обратили внимание в Европе.
Летом 1996 года Верон стал футболистом «Сампдории». Генуэзский клуб на тот момент являлся середняком Серии А, однако сам факт выступления в одной из сильнейших лиг мира служил хорошим трамплином для дальнейшей карьеры полузащитника. Через два года он оказался в составе «Пармы», которая переживала лучший период в своей истории. По итогам единственного сезона в этом клубе Верон зарекомендовал себя в качестве одного из лучших полузащитников чемпионата Италии, а также выиграл первые трофеи в своей карьере — Кубок УЕФА и Кубок Италии.
Летом 1999 года Хуан Себастьян перешёл в «Лацио», полузащита которой с его приходом стала одной из лучших в мире (в римском клубе партнёрами Верона по центру поля стали Диего Симеоне, Сержиу Консейсау и Павел Недвед). При помощи Верона «бело-голубые» в год столетия клуба сумели выиграть «золотой дубль», став чемпионам и обладателем Кубка Италии.
Летом 2001 года аргентинец перебрался в английскую Премьер-лигу, перейдя в «Манчестер Юнайтед» за 30 млн. фунтов, установив трансферный рекорд Англии. Начало карьеры в составе «красных дьяволов» было многообещающим: уже в первом матче Хуан Себастьян отличился голевым пасом на Райана Гиггза, а в следующих шести играх забил четыре гола и был признан лучшим игроком лиги в сентябре 2001 года. Верону удалось сдружиться с партнёрами по команде и начать учить английский язык. Однако в вскоре в его карьере наступил спад: стать лидером команды полузащитнику не удалось, а лучшую свою игру он демонстрировал лишь эпизодически. Как позже признавался Алекс Фергюсон, ему просто не удалось найти подходящее место на поле для аргентинца.
Переход в «Челси» в 2003 году лишь усугубил игровой спад, поскольку в лондонской команде Верон провёл всего семь матчей, после чего получил тяжёлую травму, из-за которой был вынужден пропустить полгода. После возвращения в строй Хуан вернулся в Италии, на правах аренды став футболистом «Интера». Здесь Верон несколько реанимировал свою карьеру, периодически вновь демонстрируя игру высочайшего уровня. За это время полузащитнику удалось пополнить коллекцию трофеев четырьмя новыми титулами.

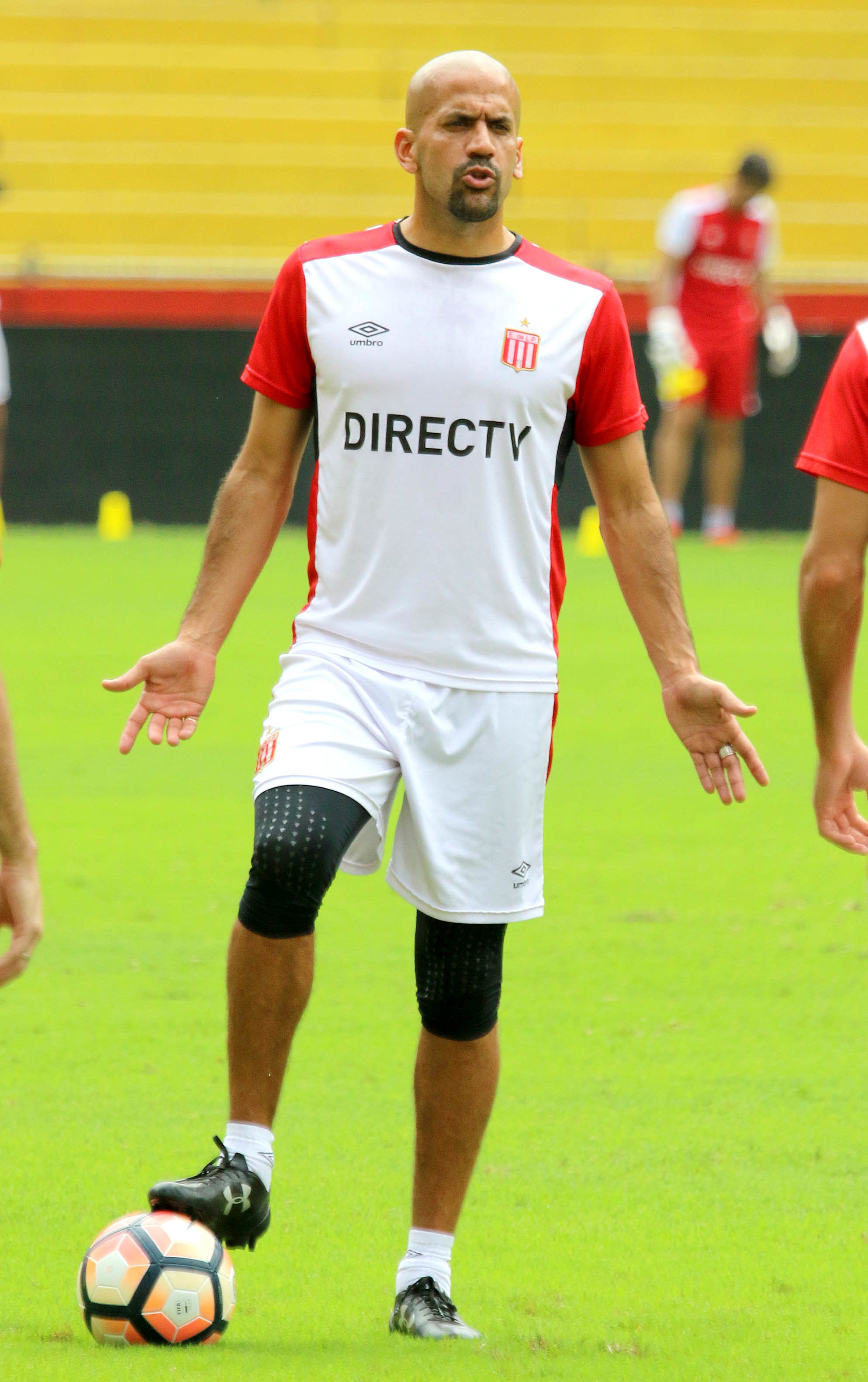
Верон в составе «Эстудиантеса»

В результате в 2006 году Верон вернулся в родной «Эстудиантес», где обрёл вторую футбольную молодость и вновь вышел на свой лучший уровень. Аргентинец стал безоговорочным лидером и капитаном команды, организовывая игру в центре поля и раздавая многочисленные голевые передачи. Ему удалось привести «студентов» к победе в Кубке Либертадорес, а самому два сезона подряд признаваться лучшим игроком Южной Америки (2008, 2009) и лучшим футболистом Аргентины (2006, 2009).
В июне 2012 года Верон принял решение завершить футбольную карьеру, а уже через месяц занял пост спортивного директора «Эстудиантеса». Однако уже через год аргентинец принял решение возобновить игровую карьеру, продлив её ещё на год. 5 октября 2014 года был избран более чем 70 % голосов членов клуба президентом «Эстудиантеса». 28 декабря 2016, будучи президентом «Эстудиантеса», вновь возобновил карьеру игрока. В 2017 году он сыграл шесть матчей, пять из которых пришлись на Кубок Либертадорес. Сыграв в континентальном турнире в возрасте 42 лет, Верон стал старейшим аргентинцем, когда-либо игравшим в Кубке Либертадорес, и единственным человеком, совмещающим пост президента клуба и игрока.

### Международная карьера
В составе сборной Аргентины Верон дебютировал в 1996 году и принял участие в трёх чемпионатах мира и в одном Кубке Америки. Однако эти турниры сложились для аргентинцев не самым удачным образом. На чемпионате мира в Японии и Южной Корее Верон был капитаном сборной.
В 2010 году Диего Марадона включил 35-летнего Верона в состав сборной Аргентины на чемпионат мира 2010 года в ЮАР. Среди аргентинцев, заявленных на «мундиаль», Верон провёл наибольшее количество матчей за сборную, а по возрасту он уступал в команде только 36-летнему форварду Мартину Палермо.

## Статистика
| Выступление       | Выступление      | Выступление      | Чемпионат | Чемпионат | Кубки | Кубки | Еврокубки | Еврокубки | Прочие | Прочие | Итого | Итого |
| Клуб              | Лига             | Сезон            | Игры      | Голы      | Игры  | Голы  | Игры      | Голы      | Игры   | Голы   | Игры  | Голы  |
| ----------------- | ---------------- | ---------------- | --------- | --------- | ----- | ----- | --------- | --------- | ------ | ------ | ----- | ----- |
| Эстудиантес       | Примера          | 1993/94          | 7         | 0         | 0     | 0     | 1         | 0         | 0      | 0      | 8     | 0     |
| Эстудиантес       | Примера          | 1994/95          | 38        | 5         | 0     | 0     | 3         | 1         | 0      | 0      | 41    | 6     |
| Эстудиантес       | Примера          | 1995/96          | 15        | 2         | 0     | 0     | 1         | 0         | 0      | 0      | 16    | 2     |
| Эстудиантес       | Итого            | Итого            | 60        | 7         | 0     | 0     | 5         | 1         | 0      | 0      | 65    | 8     |
| Бока Хуниорс      | Примера          | 1995/96          | 17        | 4         | 0     | 0     | 0         | 0         | 0      | 0      | 17    | 4     |
| Бока Хуниорс      | Итого            | Итого            | 17        | 4         | 0     | 0     | 0         | 0         | 0      | 0      | 17    | 4     |
| Сампдория         | Серия A          | 1996/97          | 32        | 5         | 2     | 0     | 0         | 0         | 0      | 0      | 34    | 5     |
| Сампдория         | Серия A          | 1997/98          | 29        | 2         | 3     | 0     | 2         | 0         | 0      | 0      | 34    | 2     |
| Сампдория         | Итого            | Итого            | 61        | 7         | 5     | 0     | 2         | 0         | 0      | 0      | 68    | 7     |
| Парма             | Серия A          | 1998/99          | 26        | 1         | 6     | 3     | 10        | 0         | 0      | 0      | 42    | 4     |
| Парма             | Итого            | Итого            | 26        | 1         | 6     | 3     | 10        | 0         | 0      | 0      | 42    | 4     |
| Лацио             | Серия A          | 1999/00          | 31        | 8         | 4     | 0     | 11        | 2         | 1      | 0      | 47    | 10    |
| Лацио             | Серия A          | 2000/01          | 22        | 3         | 2     | 0     | 7         | 1         | 1      | 0      | 32    | 4     |
| Лацио             | Итого            | Итого            | 53        | 11        | 6     | 0     | 18        | 3         | 2      | 0      | 79    | 14    |
| Манчестер Юнайтед | Премьер-лига     | 2001/02          | 26        | 5         | 1     | 0     | 13        | 0         | 0      | 0      | 40    | 5     |
| Манчестер Юнайтед | Премьер-лига     | 2002/03          | 25        | 2         | 6     | 0     | 11        | 4         | 0      | 0      | 42    | 6     |
| Манчестер Юнайтед | Итого            | Итого            | 51        | 7         | 7     | 0     | 24        | 4         | 0      | 0      | 82    | 11    |
| Челси             | Премьер-лига     | 2003/04          | 7         | 1         | 1     | 0     | 6         | 0         | 0      | 0      | 14    | 1     |
| Челси             | Итого            | Итого            | 7         | 1         | 1     | 0     | 6         | 0         | 0      | 0      | 14    | 1     |
| Интернационале    | Серия A          | → 2004/05        | 24        | 3         | 5     | 0     | 10        | 0         | 0      | 0      | 39    | 3     |
| Интернационале    | Серия A          | → 2005/06        | 25        | 0         | 0     | 0     | 9         | 0         | 1      | 1      | 35    | 1     |
| Интернационале    | Итого            | Итого            | 49        | 3         | 5     | 0     | 19        | 0         | 1      | 1      | 74    | 4     |
| Эстудиантес       | Примера          | → 2006/07        | 30        | 2         | 0     | 0     | 1         | 0         | 0      | 0      | 31    | 2     |
| Эстудиантес       | Примера          | 2007/08          | 18        | 7         | 0     | 0     | 17        | 3         | 0      | 0      | 35    | 10    |
| Эстудиантес       | Примера          | 2008/09          | 18        | 3         | 0     | 0     | 14        | 1         | 0      | 0      | 32    | 4     |
| Эстудиантес       | Примера          | 2009/10          | 27        | 4         | 0     | 0     | 12        | 1         | 2      | 0      | 41    | 5     |
| Эстудиантес       | Примера          | 2010/11          | 24        | 2         | 0     | 0     | 6         | 0         | 0      | 0      | 30    | 2     |
| Эстудиантес       | Примера          | 2011/12          | 20        | 2         | 0     | 0     | 0         | 0         | 0      | 0      | 20    | 2     |
| Эстудиантес       | Примера          | 2013/14          | 22        | 0         | 0     | 0     | 0         | 0         | 0      | 0      | 22    | 0     |
| Эстудиантес       | Итого            | Итого            | 159       | 20        | 0     | 0     | 50        | 5         | 2      | 0      | 211   | 25    |
| Всего за карьеру  | Всего за карьеру | Всего за карьеру | 483       | 61        | 30    | 3     | 134       | 13        | 5      | 1      | 652   | 78    |

## Достижения

### Командные
«Эстудиантес»
- Чемпион Примеры B Насьональ: 1995
- Чемпион Аргентины (2): Апертура 2006, Апертура 2010
- Обладатель Кубка Либертадорес: 2009

«Парма»
- Обладатель Кубка УЕФА: 1999
- Обладатель Кубка Италии: 1999

«Лацио»
- Чемпион Серии А: 1999/00
- Обладатель Кубка Италии: 2000
- Обладатель Суперкубка Италии: 2000
- Обладатель Суперкубка УЕФА: 1999

«Манчестер Юнайтед»
- Чемпион Премьер-лиги: 2002/03

«Интернационале»
- Чемпион Серии А: 2005/06
- Обладатель Кубка Италии (2): 2005, 2006
- Обладатель Суперкубка Италии: 2005

### Личные
- Игрок месяца английской Премьер-лиги: сентябрь 2001
- Лучший игрок Южной Америки (2): 2008, 2009
- Футболист года в Аргентине (2): 2006, 2009
- Входит в состав символической сборной Европы по версии ESM: 2000
- Обладатель Серебряного мяча Клубного чемпионата мира: 2009
- Включён в список ФИФА 100
- Golden Foot: 2022 (в номинации «Легенды футбола»)

## Семья
- Отец — футболист Хуан Рамон Верон (1944—2025).
- Сын — Деян Верон (р. 2000), профессиональный футболист, названный в честь Деяна Станковича, вместе с которым Хуан Себастьян выступал за «Лацио»[6]. Сербское имя Dejan пришлось изменить на Deian, чтобы аргентинцы произносили именно Деян, а не Дехан[7][8][9][10].